# Abuçaíde de Gardiz
Abuçaíde Abedal Hai ibne Zaaque ibne Mamude de Gardiz (em persa: ابوسعید عبدالحی بن ضحاک بن محمود گردیزی‎; romaniz.: Abū Saʿīd ʿAbd-al-Ḥayy ibn Żaḥḥāk b. Maḥmūd Gardīzī), melhor conhecido apenas como Abuçaíde de Gardiz ou Gardizi (گردیزی; lit. "de Gardiz"), foi um historiador e oficial persa do século XI, que é notável por ter escrito o Zayn al-akhbar, um dos primeiros livros de história escritos em persa novo.
Pouco se sabe sobre ele. Provavelmente era de Gardiz, na região de Zamindauar, como seu nisba indica. O nome de seu pai era Zaaque, um nome que parecia popular na região. Começou sua carreira como um oficial do emir gasnévida Mamude de Gásni (r. 998–1030), e foi uma testemunha ocular de muitos dos eventos que ocorreram sob ele. Em seu Zayn al-akbar, teve uma visão desapaixonada da história que foi bastante notável para a época. Consistia numa história dos reis pré-islâmicos do Irã, Maomé e os califas até o ano 1032. Nela havia uma história da conquista muçulmana do Coração, que pode ter sido escrita com base em Açalami. Sua história sobre os turcomanos foi escrita usando ibne Cordadebe, Jaiani e ibne Almocafa como fontes. Pode ter sido um estudante de Albiruni, já que o Zayn al-akbar contém informações sobre festivais indianos.